# Parafia Ewangelicko-Augsburska w Zabrzu
Parafia Ewangelicko-Augsburska w Zabrzu – parafia Kościoła Ewangelicko-Augsburskiego w RP z siedzibą w Zabrzu, znajdująca się na terenie diecezji katowickiej. W 2019 liczyła ponad 500 wiernych.

## Historia

### Historia parafii w Zabrzu

#### Początki luteranizmu na terenie Zabrza
W I połowie XVI wieku idee Reformacji pomyślnie rozprzestrzeniały się na terenie współczesnego Zabrza. Ewangelickimi pozostawały wówczas kościoły w Mikulczycach, Biskupicach i Kończycach. Rozwój ewangelicyzmu został tutaj zahamowany przez trwającą w latach 1618–1648 wojnę trzydziestoletnią, a następnie rozpoczętą po niej kontrreformację. Luteranie utracili wszystkie kościoły na tym terenie, a według spisu statystycznego z 1724 na terenie współczesnego Zabrza i okolicznych miast ewangelicy w zasadzie nie zamieszkiwali.

#### Reaktywacja działalności Kościoła Ewangelickiego
Do powrotu ludności ewangelickiej na teren Zabrza doszło w związku z rozwojem tutejszego przemysłu, zwłaszcza w wyniku założenia w 1791 Kopalni „Królowa Luiza”. Ewangelikami była znaczna część osadników przybyłych tu do pracy, w szczególności stanowiących kadrę urzędniczą. Wierni początkowo należeli formalnie do parafii ewangelickiej w Tarnowskich Górach, jednak czynności duszpasterskie (chrzty, pogrzeby, śluby) na miejscu prowadzone były przez rzymskokatolickich duchownych z parafii św. Andrzeja, a następnie odnotowywane w tarnogórskich księgach parafialnych, co było możliwe dzięki przyjaznym stosunkom panującym pomiędzy proboszczem katolicki, a ewangelickim. W Zabrzu nabożeństwa prowadzone były przez duchownego z Tarnowskich Gór raz w miesiącu i odbywały się one w budynku starej cechowni, udostępnionej parafii na cele kultu.
W związku z powstaniem w 1809 parafii ewangelickiej w Gliwicach, w 1810 zaproponowała ona wiernym z Zabrza włączenie się w jej struktury. Dokonano tego jednak dopiero w 1830.
W 1846 została oddana do użytku Górnośląska Kolej Żelazna, która połączyła miasto z siecią kolejową z pozostałą częścią Prus. Na skutek tego zwiększone zostało tu wydobycie węgla kamiennego oraz produkcja przemysłowa, co doprowadziło do wzrostu liczby ludności i rozwoju wspólnoty ewangelickiej, którą stanowiło w tym czasie około 500 osób. Z uwagi na powiększającą się liczbę wiernych, w 1854 w pobliżu starej cechowni wykorzystywanej jako dom modlitwy otwarta została szkoła ewangelicka. 
Wobec braku własnego cmentarza, pochówki zabrzańskich luteran odbywały się na cmentarzu rzymskokatolickim. W 1867 wobec braku miejsca proboszcz katolicki odmówił ewangelikom prawa do pochówków na tej nekropolii, na skutek czego postanowili oni o założeniu własnego cmentarza. Dzięki wsparciu hrabiego Henckel von Donnersmarck, cmentarz ewangelicki w Zabrzu został poświęcony w 1868.

#### Powstanie parafii ewangelickiej w Zabrzu
W 1870 gliwicka parafia utraciła możliwość prowadzenia nabożeństw w Zabrzu w domu modlitwy urządzonym w budynku starej cechowni. Sytuacja ta doprowadziła do zintensyfikowania zabiegów w celu powstania tu własnego kościoła i powołania w mieście niezależnej parafii. Stało się to możliwe w efekcie pozyskania wsparcia finansowego udzielonego przez parafię w Gliwicach oraz ze środków z darowizn zewnętrznych. W 1872 został otwarty nowy budynek szkoły ewangelickiej. Rozpoczęta została także budowa kościoła.
1 czerwca 1873 została utworzona samodzielna parafia ewangelicka w Zabrzu, w skład której oprócz samego Zabrza weszły także miejscowości: Dorota, Maciejów, Małe Zabrze, Mikulczyce, Sośnica, Zaborze, jak również Biskupice, gdzie funkcjonowała oddana do użytku w 1870 szkoła ewangelicka, w której obiekcie urządzona została również kaplica, należąca do tej pory do parafii w Bytomiu.
W sierpniu 1874 została ukończona budowa kościoła, który został poświęcony 25 października 1874. Podczas tej uroczystości miało miejsce również wprowadzenie pierwszego zabrzańskiego proboszcza, którym został ks. Gustaw Adolf Kuhn, pracujący tu od 1872 jako wikariusz. W 1879 oddany do użytku został budynek plebanii.
Nabożeństwa w parafii prowadzone były przede wszystkim w języku niemieckim, polskojęzyczne nabożeństwa odbywały się średnio 9 razy w roku. Rozwijała się działalność edukacyjna prowadzona przez parafię, na terenie miasta istniało wówczas 8 szkół ewangelickich. Parafia angażowała się również w służbę charytatywną. W 1883 z inicjatywy proboszcza w mieście funkcjonowanie rozpoczęła stacja diakonijna, która zajęła się prowadzeniem opieki nad osobami w podeszłym wieku, sierotami i niepełnosprawnymi. Powstanie placówki było powodem rozpoczęcia starań w celu budowy sierocińca oraz pomieszczeń do obsługi chorych. Przy parafii rozpoczęły działalność również organizacje takie jak Związek Ewangelickich Kobiet i Dziewcząt, Związek Ewangelickich Mężczyzn i Młodzieńców, czy Stowarzyszenie Pieśni Kościelnej „Harmonia”. Ówczesne życie religijne pozostawało bardzo mocno skupione wokół kościoła. Koncentrowano się również na rozwoju muzyki. 
1 października 1886 Biskupice usamodzielniły się jako osobna parafia

#### Rozwój działalności na przełomie XIX i XX wieku
1893 parafia skupiała 2275 wiernych. W roku tym zmarł dotychczasowy proboszcz ks. Gustaw Adolf Kuhn. W 1894 jego następcą został ks. Wilhelm Waiss, pełniący urząd do 1913. Podczas trwania jego kadencji nastąpił moment największej dynamizacji rozwoju parafii. W okresie tym miejscowa szkoła ewangelicka została przekształcona w liceum dostępne dla uczniów wszystkich wyznań. Działającą ponadto w Zaborzu prywatną szkołę męską przekształcono w Gimnazjum im. Królowej Luizy.
Z uwagi na duży udział urzędników i inżynierów pośród członków parafii w Zabrzu, jednostka dysponowała znacznymi środkami finansowymi. Dzięki temu w 1897 jej budynki zostały wyremontowane. W tym czasie liczba członków parafii wynosiła 3072 osoby. Najszybszy przyrost liczby wiernych odnotowywany był wówczas w Zaborzu, w związku z tym w 1905 poświęcony tam został filialny kościół Królowej Luizy. W 1910 parafia w Zabrzu została podzielona na dwa okręgi (Zabrze i Zaborze), które posiadały osobnych proboszczów. W Zabrzu powstał również dom diakonis.
W 1907 liczba członków zabrzańskiej parafii osiągnęła 5111 osób. W 1909 został założony chór. Aktywnie działało także Koło Pań, które prowadziło m.in. pracownie robót ręcznych, kroju i szycia.
W 1913 pracę na stanowisku proboszcza zakończył ks. Wilhelm Waiss, a funkcję tę objął wówczas ks. Otto Hoffmann.

#### I wojna światowa i dwudziestolecie międzywojenne
W czasie I wojny światowej doszło do stagnacji w prowadzeniu życia parafialnego. Rozwinięta została jedynie działalność Ewangelickiego Koła Misyjnego dra Witta, ponadto członkinie stowarzyszeń kobiecych zajmowały się na terenie parafii produkcją odzieży na potrzeby wojskowe, jak również dystrybucją podarunków i paczek z żywnością oraz materiałów opatrunkowych dla żołnierzy. Od 1917 rozpoczęto wydawanie parafialnego czasopisma „Kościół i Ojczyzna”. Po zakończeniu wojny miało miejsce wznowienie funkcjonowania chóru.
Po plebiscycie, a następnie finalnym podziale obszaru Górnego Śląska pomiędzy Niemcy i Polskę, Zabrze pozostało po stronie niemieckiej, jednak cztery gminy dotychczas wchodzące w skład parafii (Kończyce, Makoszowy, Nowa Ruda, Pawłów) zostały przyłączone do Rzeczypospolitej. W związku z ustaleniami konwencji genewskiej, zabrzańska parafia prowadziła opiekę duszpasterską nad wiernymi zamieszkującymi gminy oddzielone granicą do 1937. Ponadto liczna grupa ewangelickiej ludności z terenów przypadłych Polsce wyemigrowała na obszar Niemiec, a jednym z miast, gdzie dochodziło do jej osiedlania się było Zabrze. W związku z tym liczba wiernych w Zabrzu w 1929 osiągnęła 9920 osób, z czego 1239 należało do parafii w Biskupicach, natomiast 1795 – do okręgu parafialnego w Zaborzu. Na terenie należącej do zabrzańskiej parafii Sośnicy zamieszkiwało 452 wiernych, natomiast w Mikulczycach mieszkało 371 ewangelików.
W okresie dwudziestolecia międzywojennego parafia skupiona była na jakości obsługi duszpasterskiej wiernych, którzy zamieszkiwali jednostki osadnicze oddalone od już istniejących miejsc kultu. W 1922 rozpoczęto organizowanie nabożeństw w Mikulczycach, a w 1937 został tam otwarty kościół filialny. Również w 1937 zainaugurowane zostało prowadzenie nabożeństw w Sośnicy, które odbywały się w jednej z sal tamtejszej gospody. W 1938 rozpoczęto sprawowanie nabożeństw w Maciejowie, również w budynku działającej tam gospody. Docelowo w Sośnicy i Maciejowie planowano powstanie kolejnych filialnych kościołów. Nabożeństwa na terenie tych dwóch miejscowości odbywały się do 1942.
W wyniku wzrostu liczby członków parafii, spowodowanego głównie emigracją z obszaru przypadłego po plebiscycie Polsce, w parafii wprowadzono trzy stanowiska proboszczów. Został zakupiony również budynek, w którym urządzona została trzecia plebania. Pracowało tu także trzech wikariuszy. Ponadto parafia dokonała nabycia budynku przy ul. Floriana, gdzie powstała sala zborowa, w której prowadzone były wydarzenia kulturalne oraz religijne.
Po przejęciu przywództwa w kraju przez nazistów, przez nowe władze rozpoczęte zostały zabiegi mające na celu zaprowadzenie ich ideologii w kościele ewangelickim. Pomimo tego, 14 stycznia 1934 ks. Otto Hoffmann, sprawujący tu funkcję I proboszcza, podpisał deklarację członkowską Kościoła Wyznającego. W związku z jego śmiercią na atak serca w 1936, stanowisko objął po nim ks. Hermann Tiessler, pełniąc je do 1945. 
W 1937 wygasła konwencja genewska, na skutek czego tereny po polskiej stronie granicy, objęte do tej pory zasięgiem parafii w Zabrzu, weszły w skład parafii w Wirku.
W 1939 liczba wiernych w zabrzańskiej parafii wyniosła ponad 10.000 osób.

#### II wojna światowa i lata powojenne
Podczas II wojny światowej śmierć poniosło wielu członków parafii. Kolejni opuścili miasto przez wkroczeniem do niego w 1945 Armii Czerwonej. Z miasta wyjechał wówczas także proboszcz ks. Hermann Tiessler, a pełniącym obowiązki duszpasterskie na miejscu został krótkotrwale ks. Zimmer. Po wejściu do miasta wojsk radzieckich zakończono prowadzenie nabożeństw we wszystkich tutejszych kościołach.
Ewangelicy pozbawieni zostali budynków szkół oraz sali zborowej przy ul. Floriana. Zniszczone pozostawały kościoły w Zabrzu oraz Zaborzu, a kościół filialny w Mikulczycach został zajęty przez katolików. Ograbieniu uległa plebania przy ul. Czesława Klimasa, natomiast plebanię przy ul. Wolności zajęto na potrzeby kopalni.
23 września 1945 miało miejsce pierwsze nabożeństwo Polskiej Parafii Ewangelickiej w Zabrzu, które poprowadził ks. Alfred Hauptman. Prowadzone tu od tej pory nabożeństwa były częściowo niezrozumiałe dla wiernych operujących językiem polskim w słabszym stopniu, wobec czego ks. Hauptman wygłaszał następnie krótkie streszczenia w języku niemieckim.
Likwidacji uległa parafia w Biskupicach, wobec czego do parafii w Zabrzu przyłączona została jej dotychczasowa parafialna kaplica na Osiedlu Borsiga. Prowadzono także nabożeństwa w kościele w Zaborzu. Plany budowy nowych kościołów w Maciejowie i Sośnicy zostały zarzucone. Dotychczasowi członkowie parafii rozpoczęli licznie wyjeżdżać do Niemiec, wobec czego w 1948 w parafii pozostało jedynie 4600 wiernych.

#### Parafia w okresie Polskiej Rzeczypospolitej Ludowej
W 1952 odzyskany został kościół w Mikulczycach. W 1952 doszło również do wprowadzenia w urząd pierwszego po zakończeniu wojny proboszcza parafii, którym został ks. Alfred Hauptman. Do 1981 pełnił on równocześnie stanowisko seniora diecezji katowickiej.
W wyniku reorganizacji sieci parafialnej kościoła, do parafii w Zabrzu został przyłączony filiał w Zdzieszowicach-Rozwadzy (zlikwidowany na przełomie lat 60. i 70. XX wieku) oraz w Kędzierzynie-Koźlu (działa jako filiał parafii w Zabrzu od 1948).
W 1969 miała miejsce ordynacja na księdza Andrzeja Hauptmana, syna urzędującego proboszcza. W okresie 1977–1978 pełnił on stanowisko duszpasterza w polskiej parafii w Londynie, a w 1979 objął funkcję II proboszcza w parafii w Zabrzu. Jego ojciec, ks. Alfred Hauptman pełnił stanowisko pierwszego proboszcza do 1981, a w 1982 przejął je ks. Andrzej Hauptman. Ponadto w 1982 ks. Andrzej Hauptman rozpoczął pracę w zarządzie Bratniej Pomocy im. Gustawa Adolfa, stając się w 1996 jej prezesem. W 1996 został dodatkowo powołany na stanowisko prezesa Synodu Kościoła Ewangelicko-Augsburskiego w RP.
Przez cały okres po II wojnie światowej miał miejsce bardzo mocny spadek liczby członków parafii. Do jej stabilizacji doszło dopiero w latach 90. XX wieku.

#### Dzieje parafii po 1989
W 1998 zmarł proboszcz ks. Andrzej Hauptman, w związku z czym na przełomie lat 1998–1999 administratorem parafii został ks. Jerzy Samiec, proboszcz parafii w Gliwicach, który pełnił tę funkcję do 31 sierpnia 1999, a następnie stanowisko proboszcza w Zabrzu objął ks. Dariusz Dawid, wywodzący się z Byczyny.
Początek lat 2000. minął w parafii na szeregu prac remontowych. W 2001 ukończono rewitalizację Kościoła Pokoju oraz uruchomiono centrum katechetyczne, zlokalizowane na I piętrze budynku plebanii. W okresie 2001–2002 wyremontowany został kościół filialny w Mikulczycach, jak również kaplica na cmentarzu. W 2002 odnowione zostały organy w Kościele Pokoju, w związku z uzyskano możliwość prowadzenia tam koncertów organowych. W 2002 uruchomione zostało ponadto archiwum parafialne. Działalność prowadził chór, zespół młodzieżowy oraz chórek dziecięcy. Prowadzone były cotygodniowe spotkania młodzieży pokonfirmacyjnej, a raz w miesiącu odbywały się spotkania studentów i młodzieży pracującej. Działała świetlica socjoterapeutyczna dla dzieci oraz wypożyczalnia sprzętu rehabilitacyjnego. Odbywały się także kursy językowe dla dzieci.
W związku z urlopem ks. Dariusza Dawida, parafią do 31 sierpnia 2023 tymczasowo administrował ks. bp. Marian Niemiec z parafii w Katowicach. 1 września 2023 na stanowisko proboszcza-administratora zabrzańskiej parafii został mianowany ks. Łukasz Gaś, pełniący wcześniej funkcję wikariusza w parafii w Cieszynie.

### Filiały

#### Biskupice

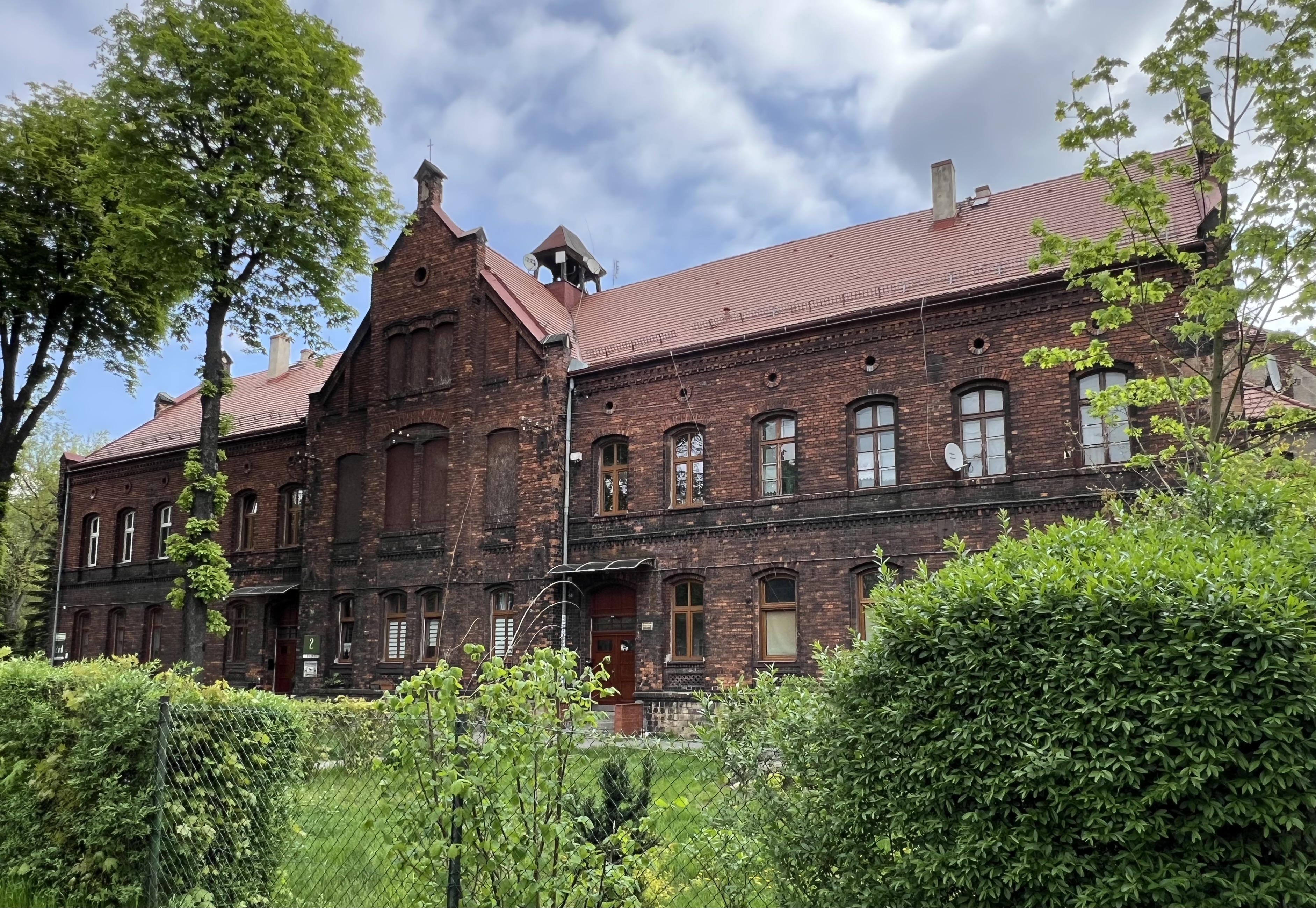
Kaplica ewangelicka w Zabrzu-Biskupicach

Miejscowością, w której w II połowie XIX wieku następował szybki przyrost liczby ewangelików, były Biskupice. W latach 1869–1870 na terenie tamtejszej kolonii robotniczej Borsigwerk wzniesiony został budynek mieszczący szkołę ewangelicką i kaplicę. 23 października 1870 odbyło się w niej pierwsze nabożeństwo. W latach 1870–1871 na osiedlu założony został cmentarz wyznaniowy. 
Biskupice stanowiły początkowo stację kaznodziejską parafii w Bytomiu, obsługiwaną przez tamtejszych wikariuszy. Po powstaniu parafii w Zabrzu 1 czerwca 1873 placówka ta została do niej włączona. Samodzielną parafię w Biskupicach utworzono 1 października 1886, a jej pierwszym proboszczem został ks. Alfred Paulisch. W 1905 jej obszar zamieszkiwało 814 wiernych, z czego 44 osoby mówiące po polsku. W 1927 na terenie osiedla powstało przedszkole i stacja diakonijna, a tamtejszy zbór skupiał wtedy 1350 wiernych. 
Ksiądz Alfred Paulisch pozostawał proboszczem parafii w Biskupicach do swojej śmierci w 1929. Został on pochowany na tamtejszym cmentarzu ewangelickim. Jego następcą na stanowisku proboszcza został ks. Reinhard Steffler. W okresie II wojny światowej parafię obsługiwał ks. Otto Glombitz z parafii w Zabrzu, a okazjonalnie również Herman Tiesler.
1 września 1945 parafia w Biskupicach utraciła samodzielność i została przekształcona w filiał parafii w Zabrzu. Nabożeństwa w kaplicy ewangelickiej w Biskupicach były prowadzone do końca września 2004.

#### Kędzierzyn-Koźle

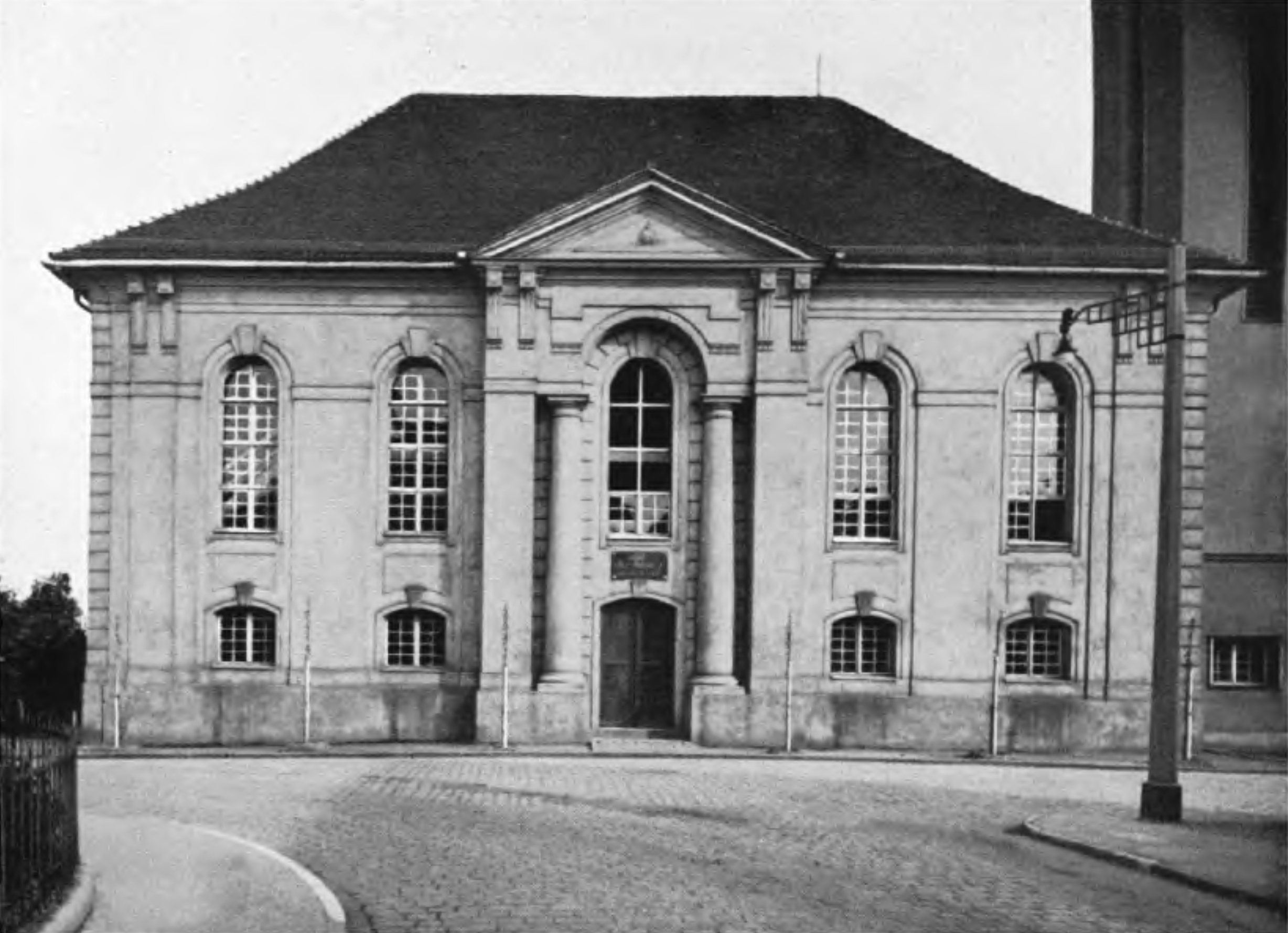
Kościół ewangelicki w Koźlu

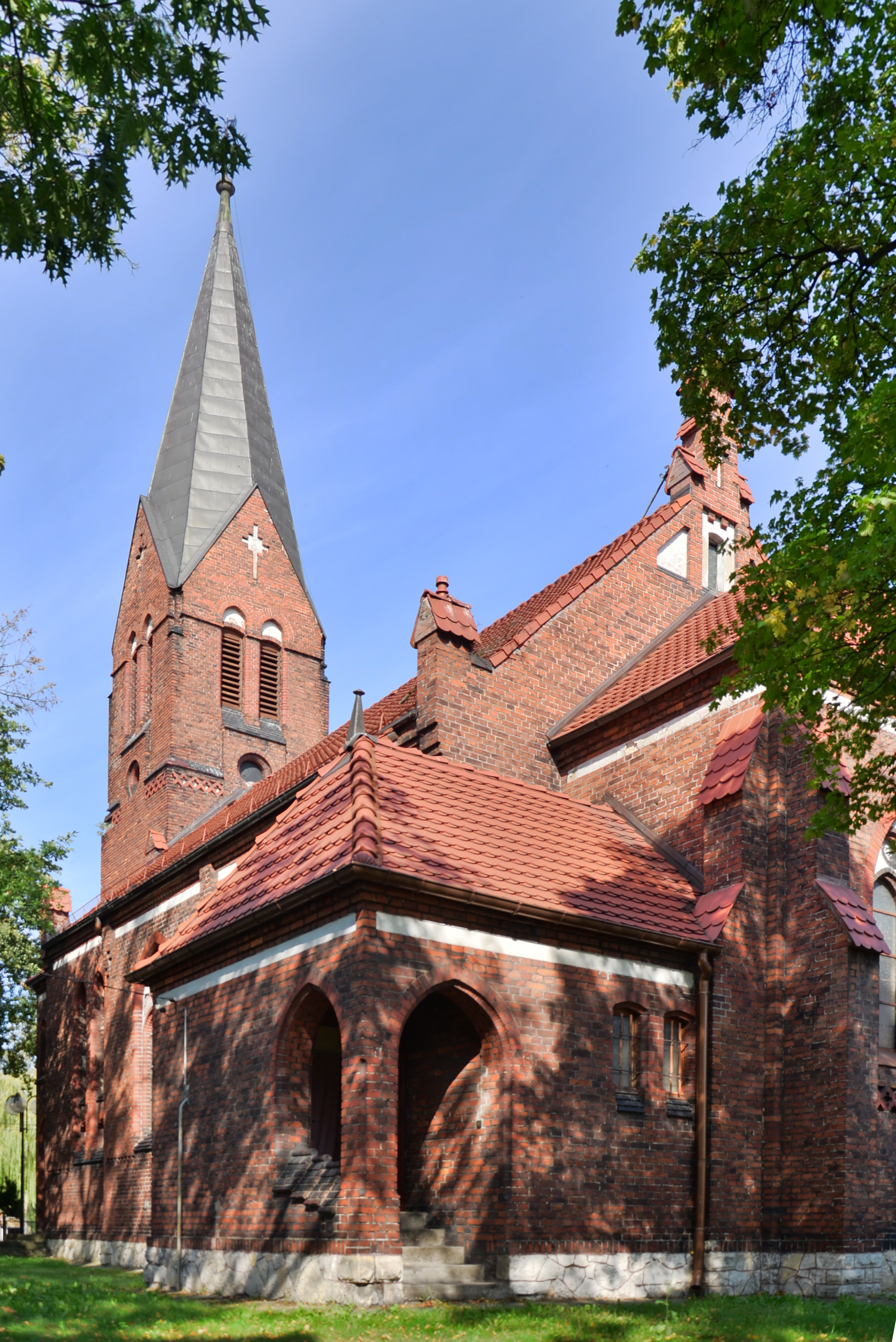
Kościół ewangelicki w Kędzierzynie

Koźle, należące do rodziny Oppersdorffów wyznających katolicyzm, w 1617 zostało sprzedane Andrzejowi Kochcickiemu, będącemu ewangelikiem związanym z Janem Chrystianem z Brzegu. Dzięki Kochcickiemu, w Koźlu powstał zbór ewangelicki, funkcjonujący w latach 1617–1627. Właściciel miasta dokonał również zakupu ogrodu, gdzie planował postawić kościół, jednak w wyniku wojny trzydziestoletniej do budowy nie doszło. 
Z powodu oddania Koźla w 1627 w ręce wojsk duńskich, Kochcicki został skazany za zdradę i odebrano mu jego majątek. W 1629 został wydany edykt Ferdynanda II skierowany przeciwko protestantom i odbierający im prawa, w związku z czym plan budowy kościoła w Koźlu został zarzucony.
Po przejęciu władzy nad tym terytorium przez ewangelickie Królestwo Prus w Koźlu rozwinęło się osadnictwo ewangelickie. Protestantyzm wyznawali przybyli tu urzędnicy państwowi pochodzący z terenu Prus, jak również oficerowie powstałego tu garnizonu wojskowego. W 1748 w jedna z sal na pierwszym piętrze miejscowego ratusza została przekształcona na ewangelicki dom modlitwy. Wraz z wzrostem liczby wiernych w kolejnych latach sala ta stała się zbyt mała na potrzeby tutejszej społeczności ewangelickiej, wobec czego jej przedstawiciele kilkanaście lat po jej oddaniu do użytku zwrócili się do króla Fryderyka II z prośbą o zgodę na budowę w mieście kościoła, który zaaprobował ją oraz udzielił dotacji finansowej na powstanie obiektu.
Plan budowy świątyni wraz z kosztorysem został opracowany w 1785. Ostatecznie postanowiono o budowie kościoła za Bramą Raciborską. Do powstania wykopów jego fundamentów doszło we wrześniu 1786. W związku z niewystarczającymi środkami pieniężnymi, zrezygnowano z planu budowy wieży. Kościół został poświęcony 2 listopada 1788 przez duszpasterza garnizonu ks. Johanna Samuela Chimera. Miejscowy zbór liczył wówczas około 4000 członków, z których znaczną część stanowili żołnierze. 1 września 1839 w kościele uruchomiono organy.
Końcem XVIII kościół ewangelicki w Koźlu został odebrany wiernym i przeznaczony na magazyn. Kościół wraz z cmentarzem i plebanią został zwrócony ewangelikom po powstaniu Ewangelickiego Kościoła Unii Staropruskiej. W 1857 w jego sąsiedztwie wzniesiono dzwonnicę.
Zbór ewangelicki w Kędzierzynie po raz pierwszy wzmiankowany jest w 1878 jako filiał należący do parafii w Kotlarni. W związku ze znacznym oddaleniem od macierzystej jednostki, w końcu XIX wieku obszar Kędzierzyna został włączony w struktury parafii w Koźlu, a miejscowi wierni rozpoczęli brać udział w nabożeństwach prowadzonych w tamtejszym kościele. 
6 lipca 1903 doszło do poświęcenia kościoła ewangelickiego w Kędzierzynie, stanowiącego odtąd świątynię filialną należącą do parafii w Koźlu.
W 1914 opracowano projekt dostawienia wieży do kościoła parafialnego w Koźlu, jednak nie została ona wybudowana z powodu wybuchu I wojny światowej. W 1928 doszło tu do budowy nowej dzwonnicy projektu Hansa Thomasa z Wrocławia.
1 kwietnia 1934 kościół ewangelicki w Kędzierzynie stał się świątynią nowo powstałej w tej miejscowości samodzielnej parafii ewangelickiej.
Podczas II wojny światowej dzwonnica przy kościele w Koźlu była wykorzystywana przez wojska niemieckie jako punkt obserwacyjny. 18 lutego 1945 Koźle zostało ostrzelane przez Armię Czerwoną, w wyniku czego doszło do zniszczenia tamtejszego kościoła, który nie został następnie odbudowany. Zachowana została natomiast sąsiadująca z nim dzwonnica, która podczas ostrzału została nieznacznie uszkodzona.
Parafia ewangelicka w Kędzierzynie funkcjonowała jako niezależna jednostka do 1945, kiedy zakończyła działalność. Do wznowienia organizacji nabożeństw w kościele w Kędzierzynie doszło 27 czerwca 1948, kiedy pierwsze powojenne nabożeństwo poprowadził tu ks. Alfred Hauptman z parafii w Zabrzu. Kędzierzyn-Koźle stał się wówczas placówką filialną parafii zabrzańskiej.
Do ostatecznego wyburzenia dzwonnicy w Koźlu doszło 30 września 1975 podczas ćwiczeń oddziału Obrony Cywilnej, w związku z czym z dawnego zespołu zabudowań parafii kozielskiej do czasów współczesnych zachowany został jedynie budynek plebanii przy ul. Skarbowej.
Początkiem lat 90. XX wieku rozpoczęto remont kościoła w Kędzierzynie, wobec czego nabożeństwa filiału na czas prac odbywały się w kaplicy powstałej w jednym z pomieszczeń w budynku tutejszej plebanii. Pierwsze nabożeństwo w kościele po remoncie miało miejsce 22 października 1995.

#### Mikulczyce

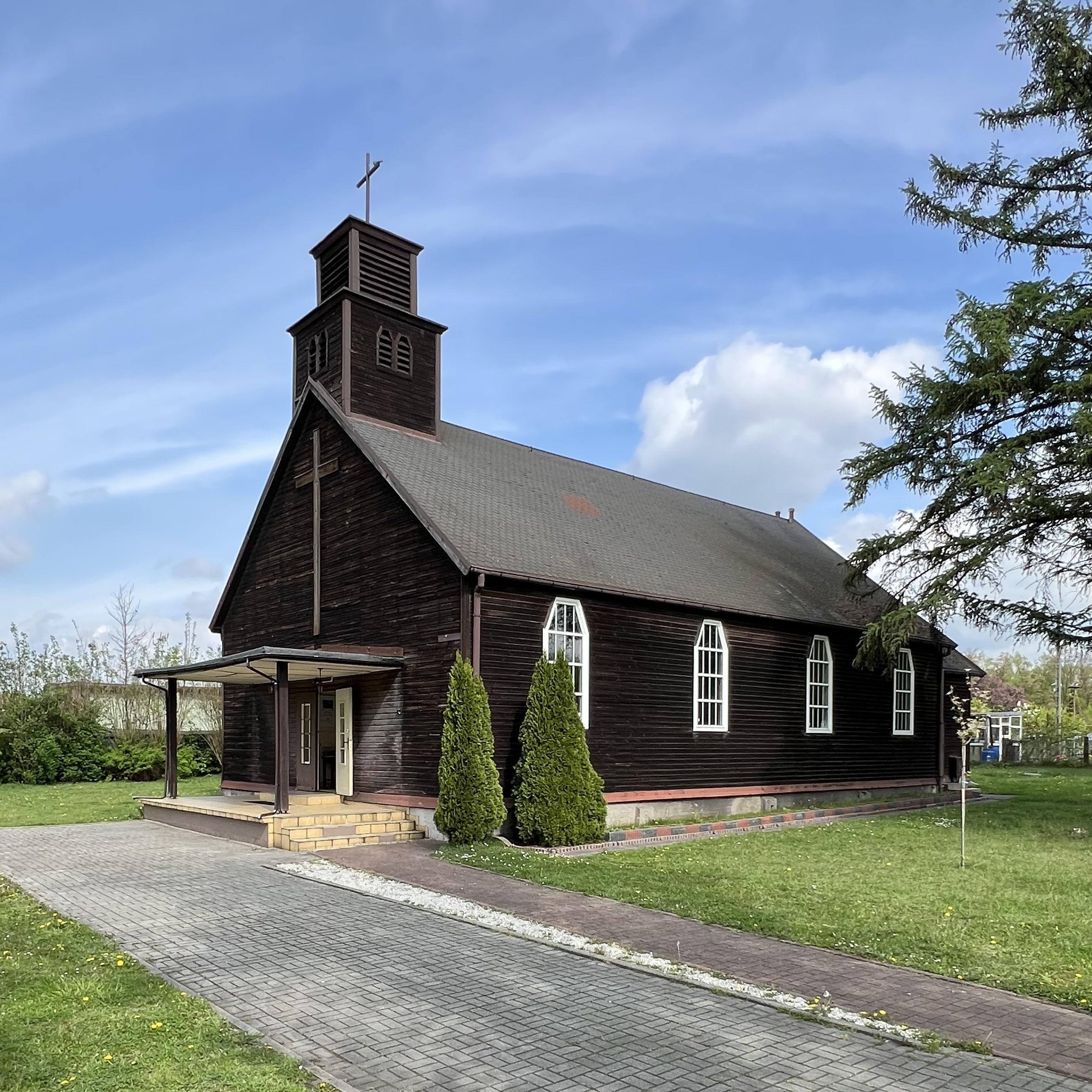
Kościół ewangelicko-augsburski w Zabrzu-Mikulczycach

Mikulczyce stały się jej częścią parafii ewangelickiej w Zabrzu w momencie jej utworzenia 1 czerwca 1873. 
Zbór filialny w Mikulczycach należący do parafii w Zabrzu został formalnie powołany w 1920. Nabożeństwa zaczęto prowadzić tam od Wielkanocy 1922 i odbywały się one w sali przedszkola zakładowego Huty „Donnensmarck” przy Steigerstrasse (ul. Sztygarów). W 1929 filiał skupiał 371 wiernych.
Plan powstania kościoła filialnego w Mikulczycach powstał w 1930, jednak do jego realizacji nie doszło z powodu braku odpowiednich środków finansowych. Do pomysłu powrócono w 1937, kiedy to wzniesiony został kościół ewangelicko-augsburski w Mikulczycach, zaprojektowany i postawiony przez firmę Christoph und Unmack z Niski, zajmującą się budową kościołów, domów mieszkalnych oraz baraków w technologii niskokosztowej i z bardzo szybkim czasem wykonania.
Po II wojnie światowej kościół w Mikulczycach został zajęty przez katolików. Parafia ewangelicka odzyskała go w 1952.

#### Zaborze

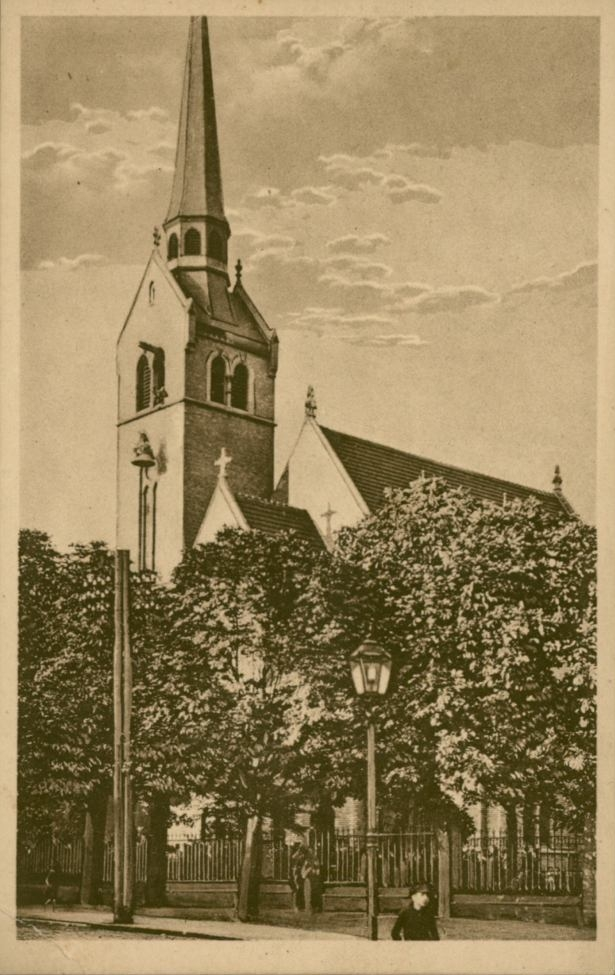
Kościół Pamięci Królowej Luizy w Zaborzu

Zaborze, należące do parafii ewangelickiej w Zabrzu od czasu jej powołania, było w latach przełomu XIX i XX wieku miejscem najszybszego przyrostu liczby jej wiernych. Wobec tego, w 1901 parafia zdecydowała o budowie na terenie tej miejscowości kościoła filialnego, którym został powstały przy Brojastraße (współcześnie ul. Józefa Lompy) w latach 1903–1905 kościół im. Królowej Luizy, poświęcony 2 lipca 1905.
W wyniku powstania kościoła w Zaborzu, w 1910 parafia w Zabrzu została podzielona na dwa okręgi (Zabrze i Zaborze). Zostało wówczas utworzone stanowisko II proboszcza z przeznaczeniem na obsługę Zaborza, które objął ks. Alfred Kraft, pełniący to stanowisko do 1938. W 1911 w Zaborzu został oddany do użytku budynek plebanii. 
W Zaborzu prowadzone były również okazjonalne nabożeństwa w języku polskim. Początkowo odbywały się one 6–8 razy rocznie, a później częstotliwość ta została zwiększona do 14. Jednak z czasem zainteresowanie wiernych uczestnictwem w nich uległo spadkowi, w związku z czym w 1918 zakończono ich organizowanie.
W 1927 dotychczasowa wieś Zaborze została włączona do miasta Zabrze. W 1929 do parafii w dzielnicy Zaborze należało 1795 wiernych.
Z powodu szkód górniczych parafia zrezygnowała z użytkowania kościoła Królowej Luizy, przekazując go 7 maja 1970 Miejskiej Radzie Narodowej, a ostatnie nabożeństwo odbyło się w nim 17 maja 1970. 6 lipca 1977 został on wyburzony.

## Działalność
Nabożeństwa w Kościele Pokoju w Zabrzu przy ul. Czesława Klimasa prowadzone są w każdą niedzielę i święta. Ponadto do parafii należy kościół ewangelicki w Zabrzu-Mikulczycach przy ul. Brygadzistów oraz  kościół ewangelicki w Kędzierzynie-Koźlu, w których nabożeństwa mają miejsce według ogłoszeń. 
Parafia w Zabrzu administruje trzema cmentarzami: cmentarzem ewangelickim w Zabrzu przy ul. Cmentarnej, cmentarzem w Zabrzu-Biskupicach przy ul. Lelewela oraz cmentarzem ewangelickim przy ul. Raciborskiej w Kędzierzynie-Koźlu
W parafii działa reaktywowany w 1999 chór parafialny pod dyr. Dawida Ślusarczyka. Rozpoczął działalność zespół młodzieżowy "Veritas" oraz chórek dziecięcy. Co tydzień spotyka się młodzież pokonfirmacyjna, a raz w miesiącu młodzież studiująca i pracująca. Organizowane są kursy językowe dla dzieci.
Parafia nawiązuje do bogatych tradycji oświatowych i diakonijnych. Od 2003 działa przy parafii Świetlica Socjoterapeutyczna „Szansa” dla dzieci. Świetlica realizuje program terapeutyczno-pomocowy dla 20 dzieci w wieku 6-14 lat. Oferowana pomoc dotyczy konsultacji lekarskich (raz w miesiącu), psychologicznych (w zależności od potrzeb), zajęć logopedycznych (raz w tygodniu). Wychowawcy świetlicy prowadzą program terapii zajęciowej, pomagają dzieciom w kompensowaniu opóźnień rozwojowych i braków w nauce, współpracują z rodzicami i wychowawcami w szkołach. Przy świetlicy działa pracownia internetowa. W okresie letnim parafia organizuje wypoczynek dla dzieci i młodzieży.
Komisja diakonijna przy parafii prowadzi akcję odwiedzin osób starszych i samotnych. W 2002 otwarto przy współpracy ze Śląskim Stowarzyszeniem Zakonu Joannitów wypożyczalnię sprzętu rehabilitacyjnego.

## Wykaz proboszczów parafii
- 1874–1893 – ks. Gustaw Adolph Kuhn[5]
- 1894–1913 – ks. Wilhelm Weiss[5]
- 1913–1936 – ks. Otto Hoffmann[5]
- 1910–1938 – ks. Alfred Kraft (II proboszcz)[5]
- 1929–1935 – ks. Marcin Wahn (III proboszcz)[5]
- 1938–1945 – ks. Otto Glombitz (I proboszcz)[5]
- 1943–1945 – ks. Gerhard Schubert (III proboszcz)[5]
- 1945–1983 – ks. sen. Alfred Hauptman[5]
- 1983–1998 – ks. Andrzej Hauptman[5]
- 1999–2023 – ks. Dariusz Dawid[3][5]
- 2023–obecnie – ks. Łukasz Gaś[3]

## Kościoły
- Kościół Pokoju w Zabrzu – Zabrze, ul. Klimasa 3[2]
- Kościół w Mikulczycach – Zabrze-Mikulczyce, ul. Brygadzistów 14[2]
- Kościół w Kędzierzynie – Kędzierzyn-Koźle, ul. Głowackiego 17[2]

## Liczba wiernych w parafii
| Rok  | Liczba wiernych |
| ---- | --------------- |
| 1873 | 1367            |
| 1893 | 2275            |
| 1897 | 3072            |
| 1907 | 5111            |
| 1912 | 6000            |
| 1929 | 8125            |
| 1939 | ~10 000         |
| 1948 | 4600            |
| 1951 | 3900            |
| 1954 | 3800            |
| 1962 | 2288            |
| 1966 | 1862            |
| 1970 | 1580            |
| 1973 | 1640            |
| 1979 | 1300            |
| 1989 | 900             |
| 2019 | ~500            |